# Epigynopteryx commixta
Epigynopteryx commixta är en fjärilsart som beskrevs av W. Warren 1901. Epigynopteryx commixta ingår i släktet Epigynopteryx och familjen mätare. Inga underarter finns listade i Catalogue of Life.